# Kosuke Takebe
Kosuke Takebe (japanisch 武部 洸佑 Takebe Kosuke; * 9. Februar 2000 in Hachinohe, Präfektur Aomori) ist ein japanischer Fußballspieler.

## Karriere
Kosuke Takebe erlernte das Fußballspielen in der Jugendmannschaft von Vanraure Hachinohe sowie in der Universitätsmannschaft der Sendai University. Seinen ersten Profivertrag unterschrieb er am 1. Februar 2022 bei seinem Jugendverein Vanraure Hachinohe. Der Verein aus Hachinohe, einer Stadt in der Präfektur Aomori, spielte in der dritten japanischen Liga. Sein Drittligadebüt gab Kosuke Takebe am 20. März 2022 (2. Spieltag) im Auswärtsspiel gegen den Kagoshima United FC. Hier wurde er in der 87. Minute für Masanobu Komaki eingewechselt. Kagoshima gewann das Spiel 2:1.